# Marvel Trading Card Game
Marvel Trading Card Game es un videojuego para Nintendo DS, Windows y PlayStation Portable. Fue desarrollado por Vicious Cycle Software y 1st Playable Productions y publicado por Konami. El juego está basado en el juego de cartas coleccionables basado en Marvel Comics de Upper Deck Entertainment, y fue lanzado en las tres plataformas en varias regiones en 2007.
Marvel Trading Card Game es un juego de cartas virtual en el que el jugador elige ser un superhéroe o un supervillano en el modo de un jugador. Los modos multijugador también están disponibles. El juego sigue las reglas establecidas en el VS System de Upper Deck, utilizado en juegos de cartas en varias franquicias, incluidas Marvel, DC Comics y Hellboy.
El juego recibió críticas mixtas de los críticos. Se consideró fiel a la versión física, pero los revisores comentaron que no era accesible para los jugadores que aún no eran fanáticos de los juegos de cartas coleccionables. Las versiones portátiles fueron criticadas por presentar un formato visual inadecuado para pantallas pequeñas.

## Jugabilidad
Marvel Trading Card Game es un juego de cartas coleccionables con similitudes con otros juegos de cartas, como Magic: The Gathering.  El juego fue diseñado para representar las reglas del VS System exactamente igual que la versión física, creado por el fabricante de tarjetas de béisbol Upper Deck Entertainment. Los jugadores comienzan cada partida con una baraja prefabricada de cartas, de la que extraen una serie de cartas para formar una mano. Las cartas en la mano se pueden poner en juego posteriormente, y cada carta representa un personaje o habilidad que se juega contra cartas similares que posee el oponente.
Las partidas están formateadas en turnos segmentados durante los cuales los jugadores pueden actuar.  Cada turno, un jugador roba dos cartas para agregar a su mano, y las cartas en una mano se pueden poner en el campo de juego. El campo de juego está formado por filas individuales donde se pueden colocar las cartas; hay seis filas para cada jugador.  Las cartas se juegan gastando "puntos de recursos" que actúan como una forma de energía. Cuanto más poderosa es una carta, más puntos de recursos se requieren para jugarla.  Los puntos de recursos se obtienen asignando específicamente cualquier carta de la mano a una fila de recursos, y solo se puede convertir una carta en un recurso cada turno.  Las cartas más poderosas, como Magneto, requieren una mayor cantidad de recursos disponibles y, por lo tanto, solo se pueden jugar en turnos posteriores en un partido.
Una vez puesta en juego desde la mano del jugador, una carta puede usarse para proporcionar un beneficio al jugador o para atacar al oponente. Los tipos de cartas incluyen personajes, como Onslaught y Namor; cada personaje tiene una calificación de ataque y defensa que representa cuánto daño puede infligir y sostener.  Otras cartas incluyen ubicaciones y equipos, que se pueden usar para aumentar las estadísticas y habilidades de los personajes, y "giros de trama" que abarcan una amplia gama de efectos, como obligar a un oponente a perder algunas de las cartas en su mano.  Cada jugador tiene una barra de vida que se agota con cada ataque exitoso de un oponente, y un jugador pierde el partido cuando su barra de vida está vacía.
Cada vez que una carta en juego se activa o se usa de otro modo, como recursos, se denomina "tapped" y, por lo general, no está disponible para su uso posterior hasta el siguiente turno. . Sin embargo, a diferencia de Magia, los personajes pueden atacar y defender en el mismo turno, a menos que estén "aturdidos" en el combate. El daño se calcula sumando la diferencia entre el ataque de un personaje atacante y la defensa del personaje defensor, más el coste de recursos de la carta. Cualquier daño no absorbido por un personaje defensor se aplica al total de vidas del jugador.  La ubicación de una carta en el campo de juego puede afectar sus estadísticas; para atacar, los personajes más alejados del oponente deben poseer un arma de proyectiles o la capacidad de volar, por ejemplo.  Los personajes adyacentes con una afiliación de equipo coincidente dentro del universo Marvel también pueden reforzar el ataque y la defensa de los demás, como Spider Friends y X-Men.  Las cartas que activan una habilidad pueden ser contrarrestadas por el oponente, y estas habilidades y contadores se combinan para formar una "cadena" que dicta el orden en que se aplican sus efectos.

### Un jugador
El modo un jugador de Marvel Trading Card Game permite al jugador elegir una de dos campañas diferentes; uno para héroes y otro para villanos. Ambas campañas se basan en los Sentinels. Cada campaña contiene seis capítulos, y cada capítulo está representado por una serie de coincidencias de cartas. Los capítulos son diferentes para héroes y villanos con la excepción del capítulo final. Algunos partidos tienen requisitos adicionales para la victoria más allá de reducir la salud de un oponente a cero. Completar misiones otorga al jugador un paquete de refuerzo y dinero virtual que se puede usar para comprar cartas adicionales en la tienda de cartas del juego.

### Multijugador
Cada versión del juego ofrece compatibilidad con multijugador.  La versión para PC permite a los jugadores jugar a través de internet o una red de área local.  Los jugadores pueden intercambiar cartas entre sí y participar en partidos y torneos, algunos de los cuales fueron patrocinados por Konami.  Los propietarios de PSP pueden jugar "Marvel Trading Card Game" con el modo inalámbrico local "ad-hoc" de la consola o en línea contra otros jugadores de PSP y PC.  La versión de DS se puede usar tanto para juegos de dos jugadores locales como basados en Internet, pero es incompatible para su uso en torneos.  Las cartas ganadas en la campaña de un solo jugador no se pueden usar en juegos de varios jugadores, pero estaban disponibles para su compra con dinero real en una tienda online hasta que Konami suspendió el servicio.

## Desarrollo
En agosto de 2005, el editor de videojuegos Konami adquirió una licencia exclusiva para crear juegos basados en el juego de cartas coleccionables de Marvel de Upper Deck. Konami había publicado títulos anteriores basados en juegos de cartas, como la serie Yu-Gi-Oh!.  "Marvel Trading Card Game" se anunció formalmente en la Electronic Entertainment Expo (E3) convención de videojuegos en mayo de 2006. Konami explicó que el juego usaría el "VS System" de Upper Deck y estaría disponible para las consolas DS, PSP y PC. Debía tener modos para un jugador y multijugador para los tres sistemas, y las versiones para PC y PSP serían compatibles entre sí. Konami prometió que organizaría torneos en línea, completos con premios. Las versiones de PSP y PC fueron desarrolladas por Vicious Cycle Software, y la versión de DS fue subcontratada al diseñador con sede en Nueva York 1st Playable Productions.
Desde el comienzo del desarrollo, Vicious Cycle quería que los jugadores de las tres consolas pudieran jugar entre sí en línea.  Esta opción finalmente no se implementó para el DS. El diseñador principal Dave Ellis dijo "...el tiempo de desarrollo y las limitaciones de la plataforma no permitieron que nuestros desarrolladores de DS siguieran esa opción, por lo que la versión de DS se limitó en última instancia a Wi-Fi y en línea. juega con otros jugadores de DS". Las versiones de PSP y PC permiten a los jugadores usar el mismo sistema de emparejamiento, y el código del juego está vinculado de modo que si una plataforma está parcheada, la otra también debe estarlo.  Los jugadores con una PC pueden descargar y usar el componente en línea del juego de forma gratuita.
La trama en el modo para un jugador de Marvel Trading Card Game fue compuesta por el escritor de Marvel John Layman, y las escenas fueron dibujadas por artistas cómicos como Keron Grant y Pat Olliffe. Al principio del proceso de desarrollo, el equipo de diseño había considerado retratar el avatar del jugador como un personaje dentro de la historia del juego, pero esta idea finalmente se descartó y el juego no explica el papel del jugador. La trama, que gira en torno al grupo de enemigos robóticos de los X-Men conocidos como Sentinels, se creó porque en la vida real, el juego competitivo en la comunidad de juegos de cartas de Marvel se centró en los mazos de Sentinel en la época de "Marvel Trading Card Game".  desarrollo. El equipo de diseño creó alrededor de 300 mazos separados para el modo de un jugador, y los oponentes de la IA usan un mazo más desafiante si se enfrentan más de una vez.
El juego contiene más de 1,100 cartas, e incluye tarjetas de conjuntos de expansión selectos en la versión física, como los Avengers y los Fantastic Four. Los propietarios de PC y PSP pueden descargar la expansión X-Men en línea de forma gratuita. Se representan más de cuatrocientos personajes, con más de cien como entradas específicas en el modo historia.  El arte de las cartas fue proporcionado por artistas como Alex Garner y Adam Kubert. Cada vez que un jugador completa un capítulo en el modo historia, se le otorga un paquete de refuerzo de cinco cartas. El juego incluye un editor de barajas que permite a los jugadores crear y modificar barajas como les parezca.
Marvel Trading Card Game fue lanzado para PSP el 27 de febrero de 2007 en Norteamérica, el 8 de junio en Europa y el 6 de julio en Australia. La versión de DS se lanzó el 22 de mayo en Norteamérica, el 25 de julio en Europa y el 3 de agosto en Australia. La versión para PC se lanzó el 8 de junio en Europa y el 3 de julio en Norteaméricamerica e incluía una edición limitada.

### Comunidad en línea
El emparejamiento en línea y la tienda de tarjetas se abrieron junto con el lanzamiento norteamericano de la versión de PSP. Los jugadores de PC usaron los mismos servicios cuando se lanzó su versión. El servicio de emparejamiento, el sitio web, la tienda y otras funciones en línea fueron mantenidos por Agora Games, una empresa de juegos que se especializa en comunidades en línea.  Konami ofreció a los jugadores torneos sancionados y paquetes de cartas descargables. El 12 de marzo de 2008, Konami anunció que cerraría los foros del sitio web y la tienda en línea. El emparejamiento y el juego en línea continuarían estando disponibles para el público, pero todas las tarjetas estarían disponibles de forma gratuita para todas las cuentas.

Al pasar nuestro primer aniversario, Konami ha decidido hacer la transición del sitio a un servicio gratuito. Todas las tarjetas de todas las cuentas estarán disponibles y continuaremos con el servicio siempre que la comunidad lo desee.
Charles Murakami, Konami Digital Entertainment, Inc.

## Recepción
La recepción de Marvel Trading Card Game en las tres plataformas fue mixta. El juego se comparó con otros juegos de cartas coleccionables como Pokémon, Magic y Munchkin. Los revisores quedaron complacidos con la representación del juego de las reglas del sistema VS System, pero sintió que era menos accesible para los jugadores que no estaban familiarizados con la versión física.  Varias reseñas se refirieron a la jugabilidad como adictiva; IGN's Hilary Goldstein dijo: "Tengo que admitir que soy algo adicta al juego de cartas coleccionables de Marvel. No es un gran juego en ninguna medida, pero hace un excelente trabajo al aprovechar la mentalidad del coleccionista aficionado a los cómics.
La dificultad del juego, especialmente la complejidad del conjunto de reglas del sistema VS, se describió como una barrera potencial para los jugadores. PALGN dijo: "Aunque hay un puñado de tutoriales en el juego, no se utilizan del todo de manera eficiente, ya que básicamente son solo una gran losa de texto que hace que el juego sea menos amigable para una audiencia más amplia". GamesRadar's Eric Bratcher dijo: "Si no está familiarizado con la fuente, prepárese para una curva de aprendizaje muy empinada". Un crítico de X-Play comentó que el tutorial del juego "podría pasar a la historia como el peor tutorial en el juego jamás creado", y otro dijo que los jugadores que estarían más interesados en el videojuego ya serían jugadores ávidos de la versión física.
| En general, mientras que Marvel Trading Card Game para Nintendo DS hace un trabajo razonable al recrear el juego de la vida real, la experiencia se ve un poco obstaculizada por un diseño reducido.——Joseph Rositano, PALGN |

En las versiones portátiles, muchos revisores se quejaron de que el diseño del "Marvel Trading Card Game" dificultaba el juego, ya que no había suficiente espacio en las pantallas pequeñas para el campo de juego de una partida. IGN se refirió a la presentación y las imágenes como "abismales". GameSpot describió la representación del juego de las cadenas de giros de la trama como "una declaración de impuestos alienígena". El texto de las tarjetas individuales en la versión de PSP se consideró difícil de leer, pero se elogió el formato de DS de sostener la consola de lado para jugar.
Los revisores elogiaron las opciones de juego disponibles para los jugadores, aunque GameZone describió el modo historia como "soso" e IGN lo llamó "demasiado largo para su propio bien". La jugabilidad multijugador fue bien recibida. GameSpot calificó el modo multijugador como "sorprendentemente sólido" y Pocket Gamer describió la elección de los modos en línea como "una serie de agradables opciones multijugador". IGN dijo sobre la versión de PSP: "Aunque el modo para un jugador de MTCG es bastante profundo y agradable, el enfoque está en el modo multijugador ... Es solo a través del modo en línea de infraestructura que puede acceder a los aspectos de MTCG que hacen que valga la pena la compra de $30".